# La passió de China Blue
La passió de China Blue (títol original: Crimes of Passion) és una pel·lícula estatunidenca dirigida per Ken Russell, estrenada l'any 1984. Ha estat doblada al català.

## Argument
Un jove pare de família, detectiu, és contractat per vigilar la molt discreta estilista Joanna que el seu patró sospita que ven els seus models a la competència. Però de nit, Joanna esdevé China Blue, prostituta en els baixos fons on fascina un sacerdot exclaustrat i psicòpata, entre els seus clients.

## Repartiment
- Kathleen Turner: Joanna Crane / China Blue
- Bruce Davison: Donny Hopper
- Anthony Perkins: Reverend Peter Shayne
- John Laughlin: Bobby Grady
- Annie Potts: Amy Grady
- Norman Burton: Lou Bateman
- Thomas Murphy: Phil Chambers
- John G. Scanlon: Carl
- Gordon Hunt: Líder del grup
- Dan Gerrity: Membre del grup #1
- Terry Hoyos: Membre del grup #2

## Premis
- Premi LAFCA a la millor actriu per Kathleen Turner al Los Angeles Films Critics Association Awards.